# Martragny

Martragny este o comună în departamentul Calvados, Franța. În 1 ianuarie 2018 avea o populație de 361 de locuitori.